# Relations entre la Barbade et le Brésil
Les relations entre la Barbade et le Brésil sont les relations extérieures entre la Barbade et le Brésil.

## Histoire
Les relations diplomatiques entre la Barbade et le Brésil ont été établies en 1971.